# Toma de Matamoros (1913)

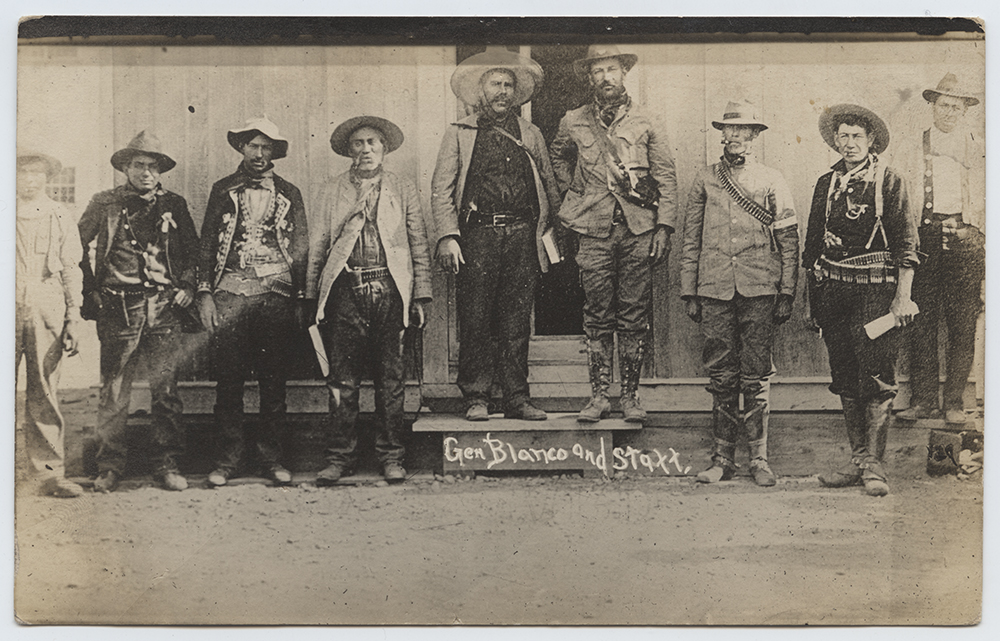
El general Lucio Blanco junto a sus soldados.

La Toma de Matamoros fue una operación militar realizada el día 9 de agosto de 1913 por las fuerzas revolucionarias durante la Revolución Mexicana.

## Antecedentes
El teniente coronel Lucio Blanco, comandando una expedición de casi 1200 elementos de infantería y 50 caballos, así como un triplano confiscado en Monterrey planeó invadir desde Nuevo León y siguiendo instrucciones expresas de Venustiano Carranza, incursionar en territorio  tamaulipeco para tomar la plaza de  Matamoros, importante para las fuerzas constitucionalistas debido a sus ingresos como aduana y como centro de contrabando con los Estados Unidos. La plaza estaba en manos de las fuerzas federales leales al presidente Victoriano Huerta y comandada por el coronel Feliciano Lemont con 2000 hombres a su cargo.

## Asedio inicial
Lucio Blanco mandó transportar sus fuerzas por ferrocarril desde Monterrey. El elemento sorpresa fue clave para las primeras operaciones llevadas a cabo. El triplano iba desarmado en uno de los vagones con la esperanza de armarlo gracias a tres mecánicos alemanes que Blanco había traído de Nuevo León.
Sin embargo, a pesar del genio militar de Lucio Blanco, los movimientos de los revolucionarios habían sido monitoreados en secreto por las fuerzas federales por lo que su llegada no era sorpresa inesperada en Matamoros. El coronel Lamont, había mandado colocar un batallón que bloquease el paso al tren y dos nidos de ametralladoras a la altura en que las actuales vías de tren pasan por el ejido Las Rusias.
Al acercarse y ver el bloque impuesto al paso del tren, Lucio Blanco decide ordenar que parte de la caballería bajo las órdenes de Fulgencio Manjárrez, en noble sacrificio, haga una salida precipitada de sus vagones para cargar contra las fuerzas enemigas. Mientras tanto, hizo salir por el otro lado del tren su infantería y la transporta en diligencias hasta la zona urbana de la ciudad en una magistral obra de rodeo de obstáculo militar. Al mismo tiempo ordena a los ingenieros en el tren que comiencen a ensamblar el aeroplano. 
Las cosas empiezana a ponerse difíciles para los federales que se ven atrapados en su labor de intentar abatir a la caballería atacante, pues las dos únicas ametralladoras a disposición de Lamont fueron empleadas en este vano intento de bloquear la entrada revolucionaria a la ciudad. Un pequeño cañón austriaco Howitzer en posesión de los federales, no entró en acción pues jamás contó con la munición requerida, la cual no pudo llegar a tiempo desde Tampico.
Sin desanimarse Lamont mandó a las fuerzas que quedaban a su disposición para hacerse fuertes en el actual mercado Juárez. Las fuerzas de Lucio Blanco asaltaron el mercado por el norte y por el oeste.
Ambas fuerzas hicieron honor a las armas nacionales batiéndose con ejemplar gallardía. Sin embargo como a las 6 de la tarde las fuerzas federales se rindieron en un emotivo acto donde Lamont entregó su espada militar al teniente Blanco. El alcalde de la ciudad Braulio Trujillo de la Garza y Gaviria no estuvo presente pues intuyendo el resultado se había ido a refugiar en la ciudad de Brownsville tan pronto sonaron los primeros disparos.
Curiosamente fue una batalla de números desiguales, donde los federales doblaban en número a la fuerza revolucionaria además de sufrir menos bajas. Sin embargo la superior capacidad militar de Blanco, la baja moral de la tropa federal, así como la pésima logística a la hora de suministrar municiones y equipo a la guarnición federal matamorense marcaron la diferencia necesaria para decidir el resultado.
El aeroplano solo estuvo listo para volar al terminar las hostilidades por lo que fue simplemente empleado para acarrear a la mañana siguiente una manta improvisada a mano que decía Sufrajio efectivo no re-lección (sic).

## Consecuencias
Estas operaciones permitieron a los carrancistas hacerse con el dinero necesario para poder comprar las simpatías de varios sectores de la casta política necesaria para ayudar a derrocar a Huerta de la silla presidencial. Igualmente Lucio Blanco inició el primer reparto agrario de la revolución al fraccionar la hacienda Los Borregos del porfirista Félix Díaz al repartirlo entre campesinos miserables. Este reparto no estaba en las órdenes de Venustiano Carranza quien, esperando conseguir la adhesión de los porfiristas montó en cólera al ver esta posibilidad desperdiciada por las acciones del heroico teniente. Asimismo al ver la incapacidad de los huertistas de contener la insurgencia revolucionaria, el gobierno estadounidense comenzó a considerar a Carranza como la alternativa mejor entre la camada de caudillos revolucionarios surgidos en la oposición contra Huerta.